# Matej Poliak
Matej Poliak (19 de enero de 1993) es un deportista eslovaco que compite en judo. Ganó una medalla de bronce en el Campeonato Europeo de Judo de 2017, en la categoría de –66 kg.

## Palmarés internacional
| Campeonato Europeo | Campeonato Europeo | Campeonato Europeo | Campeonato Europeo |
| Año                | Lugar              | Medalla            | Categoría          |
| ------------------ | ------------------ | ------------------ | ------------------ |
| 2017               | Varsovia (Polonia) | Medalla de bronce  | –66 kg             |